# Хартвел (Џорџија)
Хартвел (Џорџија) (енгл. Hartwell) град је у америчкој савезној држави Џорџија. По попису становништва из 2010. у њему је живело 4.469 становника.

## Демографија
Према попису становништва из 2010. у граду је живело 4.469 становника, што је 281 (6,7%) становника више него 2000. године.
| Група             | 2000.         | 2010.         |
| Белци             | 2.637 (63,0%) | 2.670 (59,7%) |
| Афроамериканци    | 1.460 (34,9%) | 1.543 (34,5%) |
| Азијати           | 26 (0,6%)     | 48 (1,1%)     |
| Хиспаноамериканци | 42 (1,0%)     | 137 (3,1%)    |
| Укупно            | 4.188         | 4.469         |